# Stanley Fischer
Stanley Fischer (hebreiska: סטנלי פישר), född 15 oktober 1943 i Mazabuka, Nordrhodesia, död 31 maj 2025 i Lexington i USA, var en israelisk-amerikansk akademisk ekonom, som åren 2005 till 2013 var centralbankschef i Israel (Bank of Israel). Han var tidigare chefekonom på Världsbanken.
Fischer hade både amerikanskt och israeliskt medborgarskap. Han erhöll amerikanskt medborgarskap år 1976.

## Utbildning och yrkeskarriär
Fischer studerade vid London School of Economics mellan 1962 och 1966, med en master of Science. Därefter avlade han en doktorsexamen (Ph.D) vid Massachusetts Institute of Technology (MIT) år 1969. Mellan 1977 och 1988 var han professor vid MIT.
Fischer arbetade redan 1980 för Israels centralbank, Bank of Israel, som gästforskare. År 1985 var han rådgivare åt Reagan-administrationen  i utformningen av Israels ekonomiska stabiliseringsprogram. Mellan 1988 och 1990 arbetade han vid Världsbanken som chefekonomoch vice ordförande. Från 1994 till 2001 var han förste vice verkställande direktör för Citigroup, där han var ordförande för Citigroup International.
År 2001 blev han medlem av Group of Thirty, en sammanslutning av ekonomer och akademiker som arbetar med olika nationella och internationella ekonomiska frågor. Han är även medlem i den trilaterala kommissionen. 
Han utsågs till chef för Bank of Israel i januari 2005 av Israels regering, efter att ha rekommenderats av premiärminister Ariel Sharon och dåvarande finansminister Benjamin Netanyahu. Han tillträdde tjänsten den 1 maj 2005 och efterträdde då David Klein, som avgick i januari samma år. I samband med detta blev Fischer israelisk medborgare. 
Den 11 juni 2011 meddelade han att han kandiderade till posten som chef för Internationella valutafonden (IMF) efter Dominique Strauss-Kahns avgång. Hans kandidatur uteslöts dock eftersom han var för gammal – IMF:s regler föreskriver att en chef inte får vara äldre än 65 år vid tillträdet, och Fischer var då 67 år gammal.
Han avgick som chef för Bank of Israel den 30 juni 2013, mitt i sin andra mandatperiod. Karnit Flug efterträdde honom i november 2013 och blev därmed den första kvinnliga centralbankschefen i Israel.
I januari 2014 nominerade Barack Obama Stanley Fischer till posten som vice ordförande för Federal Reserve System, USA:s centralbank.